# تامبی رامایاش
تامبی رامایاش (انگلیسی: Thambi Ramaiah؛ زادهٔ ۲۷ فوریهٔ ۱۹۵۶) هنرپیشه، کارگردان فیلم و فیلم‌نامه‌نویس اهل هند است.
از فیلم‌ها یا برنامه‌های تلویزیونی که وی در آن نقش داشته‌است می‌توان به ازدحام جمعیت، شش، رهبر زن، منطقه، دو چهره، کنار رفتن، موسیقی، مسیر شاه، عشق گذشته، در آشپزخانه شما، هزار چراغ، عشقم را پیدا کردم و رقص اشاره کرد. وی در سال ۲۰۱۰ برنده جایزه ملی فیلم بهترین بازیگر نقش مکمل مرد شده‌است.